# مارك هيلينجر
مارك هيلينجر (بالإنجليزية: Mark Hellinger) (و. 1903 – 1947 م) هو صحفي، ومنتج أفلام، وكاتب سيناريو أمريكي، ولد في نيويورك، توفي في لوس أنجلوس، عن عمر يناهز 44 عاماً، بسبب نوبة قلبية.

## التعليم
تعلم في Townsend Harris High School ‏
.

## جوائز
حصل على جوائز منها:

جائزة إدغار

## وصلات خارجية
- مارك هيلينجر على موقع IMDb (الإنجليزية)
- مارك هيلينجر على موقع قاعدة بيانات برودواي على الإنترنت (الإنجليزية)
- مارك هيلينجر على موقع قاعدة بيانات الفيلم (الإنجليزية)

- مارك هيلينجر في قاعدة بيانات الأفلام على الإنترنت